# Element Eighty (álbum)
Element Eighty es el segundo álbum de la banda Element Eighty. El álbum homónimo se lanzó el 28 de octubre de 2003 vía Universal/Republic Records. Este resultó ser el álbum de mayor importancia para la banda. La pista "Broken Promises" estuvo incluida en la banda sonora de Need for Speed: Underground.
| N.º   | Título                  | Duración |  |
| 1.    | «Goodbye»               | 2:45     |  |
| 2.    | «Bloodshot»             | 3:57     |  |
| 3.    | «Broken Promises»       | 3:17     |  |
| 4.    | «Texas Cries»           | 3:01     |  |
| 5.    | «Parachute»             | 3:00     |  |
| 6.    | «Dummy Block»           | 2:58     |  |
| 7.    | «Scars (The Echo Song)» | 4:58     |  |
| 8.    | «Slackjaw»              | 3:21     |  |
| 9.    | «Rabies»                | 3:18     |  |
| 10.   | «Pancake Land»          | 2:51     |  |
| 11.   | «Flatline»              | 3:56     |  |
| 12.   | «Rubbertooth»           | 1:44     |  |
| 39:06 |                         |          |  |

## Personal[1]
Element Eighty
- Dave Galloway - Vocalista
- Matt Woods - Guitarra, coros
- Roon - Bajo
- Ryan Carroll - Batería, percusión

Artwork
- P.R. Brown – Dirección de Arte, diseño de álbum, fotografía
- Sandy Brummels – Director Creativo
- Dean Karr – Fotografía

Producción
- Scott Humphrey – Productor, mezclas
- Chris Bareford – Ingeniero
- Tom Baker - Masterización
- Paul DeCareli – Edición digital
- Mike Frasano y Ross Garfield – Técnicos de Batería
- Dan Druff y Keith Nelson – Técnicos de Guitarra